# Mitwaba
Mitwaba este un oraș în  provincia Katanga, Republica Democrată Congo. În 2012 avea o populație de 4 332 de locuitori, iar în 2004 avea 3 676.